# Tell Kazel
Tell Kazel è un tell di forma ovale che misura 350 m × 325 m alla sua base, restringendosi a 200 m × 200 m nella sua parte superiore. Si trova nel distretto di Safita del governatorato di Tartus in Siria, a nord del distretto di Akkar, a nord del fiume al-Abrash, a circa 18 km (11 miglia) a sud di Tartus.

## Identificazione con l'antica Sumur
Il tell è stato censito per la prima volta nel 1956, dopo di che una lunga discussione è stata aperta da Maurice Dunand e Nassib Saliby che identificano il sito con l'antica città variamente chiamata Sumur, Simyra o Zemar (egiziano Smr accadico Sumuru o assiro Simirra). L'antica città è menzionata nella Bibbia, nel Libro della Genesi (Genesi 10:18) e nel primo libro delle Cronache (1 Cronache 1:16) come dimora dei Zemariti, una propaggine dei Cananei. Era un importante centro commerciale e compare nelle lettere di Amarna; il suo sovrano è chiamato Ahribta. Era sotto la tutela di Rib-Hadda, re di Byblos, ma si ribellò contro di lui e si unì al regno in espansione di Abdi-Ashirta di Amurru. Le fazioni filo-egiziane potrebbero aver preso di nuovo la città, ma il figlio di Abdi-Ashirta, Aziru, riconquistò la città.

## Scavi
Il tell è stato scavato per la prima volta tra il 1960 e il 1962 da Maurice Dunand, Nassib Saliby e Adnān Bounni che hanno determinato una sequenza tra l'età del bronzo medio fino alla civiltà ellenistica. Le occupazioni più importanti furono durante la tarda età del bronzo e l'impero persiano.
Nel 1985 sono iniziati nuovi scavi in collaborazione tra il Museo Archeologico dell'Università Americana di Beirut e la Direzione Generale delle Antichità e dei Musei in Siria sotto la direzione di Leila Badre. È stata rinvenuta una grande quantità di ceramica importata da Cipro, nota come ceramica bicroma cipriota, databile tra il XIV e il XII secolo a.C., in contrasto con altri siti della zona di Homs. La città fu distrutta durante la tarda età del bronzo, dopo la quale le ceramiche micenee locali, le ceramiche brunite fatte a mano e le ceramiche grigie sostituirono le ceramiche importate . I resti architettonici del sito includono un complesso di palazzi e un tempio datati verso la fine della tarda età del bronzo. Il tempio conteneva una varietà di amuleti, sigilli e oggetti invetriati che mostravano somiglianze con la cultura di Ugarit. Un successivo insediamento dell'età del ferro è stato individuato tra il IX e l'VIII secolo a.C., che è stato distrutto e incendiato durante un'invasione assira attualmente non identificata. Sono stati trovati un magazzino e un'installazione difensiva realizzati con blocchi bugnati risalenti al periodo persiano con ulteriori prove di occupazione ellenistica testimoniate da un grande cimitero nel nord-est del sito.